# Rudolf Ehrmann (Mediziner)
Rudolf Richard Ehrmann (* 4. Februar 1879 in Altenstadt, Großherzogtum Hessen, Deutsches Reich; † 21. Dezember 1963 in Berkeley, Kalifornien, USA) war ein deutsch-amerikanischer Mediziner. Als außerordentlicher Professor für Innere Medizin der Friedrich-Wilhelms-Universität Berlin (ab 1915) und als Chefarzt der I. Inneren Abteilung am Städtischen Krankenhaus Berlin-Neukölln (ab 1917) erforschte und behandelte er Magen-, Darm-, Leber- und Pankreaserkrankungen sowie Diabetes mellitus. Insbesondere führte er mit dem Ehrmann’schen Alkoholprobetrunk eine Methode zur Untersuchung der Magenfunktion ein. Er war einer der renommiertesten Internisten seiner Zeit und betrieb in Berlin eine Privatpraxis, in der er unter anderem als Hausarzt Albert Einsteins wirkte und Freundschaft mit dem Physiker schloss. Einstein setzte sich bei den US-amerikanischen Behörden für Ehrmann ein und ermöglichte seine Flucht aus Deutschland.

## Leben
Ehrmann wurde als Sohn des Kaufmanns Salomon Ehrmann und dessen Ehefrau Marianne, geb. Plaut in eine jüdische Familie geboren. Nach seinem Abitur am Goethe-Gymnasium Frankfurt im Jahr 1898 studierte Ehrmann Medizin und Naturwissenschaften in Heidelberg, München, Berlin und Straßburg. Im Juli 1900 absolvierte er die ärztliche Vorprüfung und beendete im Juni 1903 das Staatsexamen. Seine Dissertation mit dem Titel „Über die Peroxyprotsäuren“ wurde 1903 an der Universität Straßburg veröffentlicht.
Nach seinem Studium arbeitete Ehrmann am Institut für Pharmakologie der Universität Heidelberg. Dort beschäftigte er sich von 1905 bis 1906 mit der Physiologie und experimentellen Pathologie der Adrenalinsekretion, einschließlich der Bestimmungsmethodik für Adrenalin im Blut. Seine internistische Ausbildung erhielt er am Universitätsklinikum in Greifswald und vor allem in der III. Medizinischen Klinik der Charité bei Alfred Goldscheider. Im Jahr 1912 habilitierte er sich an der Friedrich-Wilhelms-Universität Berlin und wurde zum Privatdozenten ernannt. 1915 erhielt er eine außerordentliche Professur für Innere Medizin.
Ehrmann wurde 1917 zum Ärztlichen Leiter der I. Inneren Abteilung am Städtischen Krankenhaus Berlin-Neukölln. Neben seiner Kliniktätigkeit führte er eine angesehene Privatpraxis in Berlin.
Im April 1933 musste Ehrmann seine Tätigkeit am Krankenhaus Neukölln beenden, nachdem er aus dem Städtischen Gesundheitswesen Berlins entlassen wurde. 1935 wurde ihm die Lehrbefugnis an der Berliner Universität entzogen.
Im Jahr 1939 floh Ehrmann mit seiner Ehefrau und dem 17-jährigen Sohn zunächst nach London. Mit Unterstützung von Albert Einstein gelangte die Familie am 1. September 1939 in die USA. Sie ließen sich in New York nieder und nach Sprachprüfungen und amerikanischem Examen erhielt er 1942 eine Lizenz zur ärztlichen Tätigkeit in privater Praxis. Ehrmann arbeitete als Lecturer am Bellevue Medical Center in New York und war Konsiliar für Gastroenterologie. Von 1940 bis 1942 war er wissenschaftlicher Mitarbeiter im Beth Israel Hospital (heute Mount Sinai Beth Israel) in New York City. 1945 erhielt Ehrmann die US-Staatsbürgerschaft.
In den USA war er Mitglied der American Medical Association, des American College of Gastroenterology und der Rudolf Virchow Medical Society in the City of New York. Später zog Rudolf Ehrmann nach Alameda in Kalifornien.